# Slipway Fires
Slipway Fires ist das dritte Album der englisch-schwedischen Band Razorlight. Es erschien am 3. November 2008 und wurde in den von George Martin gegründeten Air Studios aufgenommen. Das Album bedeutete den internationalen Durchbruch der Band und erreichte hohe Chartpositionen europaweit.

## Titelliste
1. Wire to Wire – 3:05
2. Hostage of Love – 3:44
3. You and the Rest – 3:25
4. Tabloid Lover – 2:58
5. North London Trash – 3:28
6. 60 Thompson – 2:37
7. Stinger – 4:17
8. Burberry Blue Eyes – 3:33
9. Blood for Wild Blood – 3:10
10. Monster Boots – 4:34
11. The House – 3:55

Die Lieder wurden von Johnny Borrell und Andy Burrows geschrieben.

## Wissenswertes
Stilistisch entfernt sich das Album von der Garagenrock-Vergangenheit der Band und nähert sich polierterem Pop, der etwa mit Snow Patrol verglichen wurde. Besonders die erste Single Wire to Wire wurde ein internationaler Erfolg und erreichte hohe Chartpositionen. Die zweite Single, Hostage of Love, kam nicht annähernd an diesen Erfolg heran.

## Kritik
Die Kritiken waren größtenteils negativ. Matthias Wüntscher von cdstarts.de bezeichnete das Album als „Reinfall“. Andreas Bättig von Laut.de meinte zwar, dass Slipway Fires kein schlechtes Album sei, „zu den wenigen Perlen auf Slipway Fire“ gehören aber nur Wire to Wire und Hostage of Love. Andrew Leahy von Allmusic nannte das Album so wenig „dirty“ wie Fleetwood Mac in den frühen 1980ern. Er vergab zweieinhalb von fünf Sternen. Metacritic.com vergab 52 von 100 möglichen Punkten, basierend auf 15 Reviews.

## Charts

### Album
| Jahr | Titel         | Höchstplatzierung, Gesamtwochen, AuszeichnungChartplatzierungen (Jahr, Titel, Platzierungen, Wochen, Auszeichnungen, Anmerkungen) | Höchstplatzierung, Gesamtwochen, AuszeichnungChartplatzierungen (Jahr, Titel, Platzierungen, Wochen, Auszeichnungen, Anmerkungen) | Höchstplatzierung, Gesamtwochen, AuszeichnungChartplatzierungen (Jahr, Titel, Platzierungen, Wochen, Auszeichnungen, Anmerkungen) | Höchstplatzierung, Gesamtwochen, AuszeichnungChartplatzierungen (Jahr, Titel, Platzierungen, Wochen, Auszeichnungen, Anmerkungen) | Höchstplatzierung, Gesamtwochen, AuszeichnungChartplatzierungen (Jahr, Titel, Platzierungen, Wochen, Auszeichnungen, Anmerkungen) | Anmerkungen                            |
| Jahr | Titel         | DE | AT | CH | UK | US | Anmerkungen                            |
| ---- | ------------- | --- | --- | --- | --- | --- | -------------------------------------- |
| 2008 | Slipway Fires | DE4 Gold · (33 Wo.)DE | AT10 Gold · (19 Wo.)AT | CH39 (19 Wo.)CH | UK4 Gold · (9 Wo.)UK | — | Erstveröffentlichung: 3. November 2008 |

### Singles
| Jahr | Titel           | Höchstplatzierung, Gesamtwochen, AuszeichnungChartplatzierungen (Jahr, Titel, , Platzierungen, Wochen, Auszeichnungen, Anmerkungen) | Höchstplatzierung, Gesamtwochen, AuszeichnungChartplatzierungen (Jahr, Titel, , Platzierungen, Wochen, Auszeichnungen, Anmerkungen) | Höchstplatzierung, Gesamtwochen, AuszeichnungChartplatzierungen (Jahr, Titel, , Platzierungen, Wochen, Auszeichnungen, Anmerkungen) | Höchstplatzierung, Gesamtwochen, AuszeichnungChartplatzierungen (Jahr, Titel, , Platzierungen, Wochen, Auszeichnungen, Anmerkungen) | Höchstplatzierung, Gesamtwochen, AuszeichnungChartplatzierungen (Jahr, Titel, , Platzierungen, Wochen, Auszeichnungen, Anmerkungen) | Anmerkungen                            |
| Jahr | Titel           | DE | AT | CH | UK | US | Anmerkungen                            |
| ---- | --------------- | --- | --- | --- | --- | --- | -------------------------------------- |
| 2008 | Wire to Wire    | DE3 Platin · (41 Wo.)DE | AT3 (27 Wo.)AT | CH8 (35 Wo.)CH | UK5 (7 Wo.)UK | — | Erstveröffentlichung: 27. Oktober 2008 |
| 2009 | Hostage of Love | DE69 (7 Wo.)DE | — | — | — | — | Erstveröffentlichung: 12. Januar 2009  |